# Шиди, Петер
Пе́тер Ши́ди (венг. Sidi Péter, 11 сентября 1978 года, Комаром) — венгерский стрелок, специализировавшийся в стрельбе из винтовки. Чемпион мира и Европы, участник четырёх Олимпиад.

## Карьера
Петер Шиди начал спортивную карьеру в 1994 году, в том же году впервые попал в состав венгерской сборной.
В 2000 году Петер завоевал свою первую награду чемпионатов Европы, став бронзовым призёром в стрельбе из пневматической винтовки. Тогда же дебютировал на Олимпийских играх, где выступил в трёх видах программы, но ни в одном из них не пробивался в финальный раунд.
В 2002 году на первенстве мира в финском Лахти венгерский спортсмен стал бронзовым призёром в стрельбе из трёх положений, а в том же году стал чемпионом Европы в упражнении с пневматической винтовкой.
Петер Шиди принимал участие в Олимпиадах 2004, 2008 и 2012 годов, но медалей не завоёвывал. Лучшим результатом венгра на этих играх стало два шестых места.
В 2010 году на мировом первенстве в Мюнхене Шиди стал чемпионом в стрельбе из трёх положений.

## Выступления на Олимпийских играх
| Игры        | Винтовка из 3 позиций 50 метров | Винтовка лёжа 50 метров | Пневматическая винтовка 10 метров |
| ----------- | ------------------------------- | ----------------------- | --------------------------------- |
| Сидней-2000 | 25                              | 13                      | 15                                |
| Афины-2004  | 19                              | 24                      | 12                                |
| Пекин-2008  | 25                              | 39                      | 6                                 |
| Лондон-2012 | 6                               | 11                      | 13                                |